# 西村昭五郎
西村 昭五郎（にしむら しょうごろう、1930年1月18日 - 2017年8月1日）は、日本の映画監督。

## 来歴
滋賀県出身。1954年、京都大学文学部仏文科を卒業後、従兄の吉村公三郎監督の紹介で、映画製作を再開した日活に入社。中平康を始めとする監督の下で助監督を務めたのち、1963年の『競輪上人行状記』で監督デビュー。末期の日活アクションや青春映画の演出に携わるが、ヒット作に恵まれず、1960年代終盤からは『大江戸捜査網』などのテレビ路線の演出に回された。それでもロマンポルノ開始以前に14本の映画を監督しており、これは同路線に参加した監督としては長谷部安春の17本に次ぐ数字である。ただし、長谷部は1本だけ撮った後は4年もブランクが空くなどロマンポルノには熱心ではなく、やがて他社の一般映画へと転じていった。一方の西村はロマンポルノの終焉までエースとして君臨することになる。
1971年、日活は成人映画への路線転向を決め、西村は日活ロマンポルノ最初の作品となった『団地妻 昼下りの情事』（白川和子主演）を演出する。以来、ロマンポルノ末期まで、「団地妻」シリーズや団鬼六原作ものなど、長きにわたって数多くの作品を世に送り出した。性描写に拘った演出手法で、メガホンをとったロマンポルノ作品は84作品を数え、1人の監督としては最多記録である。1988年にロマンポルノ路線が打ち切られて以降は、テレビの2時間ドラマを中心に活躍した。
その後、滋賀県の老人ホームで悠々自適の生活を送っていたが、施設移転にともない青森県八戸市に転居。2017年8月1日、肺炎のため逝去。87歳没。

## 人物
- 作品の初号試写やイベントに呼ばれるときなど、人前に出るときは必ずダンディにスリーピースのスーツを着用することで知られた。
- 湯布院映画祭に呼ばれた際に、インタビューで色々なことを聞かれても回答は全て「会社の要請でございます」でとおした。
- 気に入った脚本に対しては、「これ、面白いですなあ」と言って現場での直しを入れず脚本通りに撮影した。

脚本家の中島丈博は、あまりに台本通りで、自分が丸出しになってるの見た感じで面映かったと後述している。
直しがないため撮影の進行が早く、時には撮影時にすでに次作の台本を尻ポケットに入れていたという。これが前述のとおり通算80本を超える多作を生んだ。
- 一方で、気に入らない作品は「こんなもの、撮れまへん」と言って脚本家に投げ返したという。小説作品の脚本化を担当した白鳥あかねは、自分なりのアレンジを盛り込んだ作品を投げ返され、頭にきて原作小説を丸写しして提出したら「待ってたのはコレや」と言って受け取られ憤慨した。
- 荒井晴彦が西村の好みを知るため、どういうものが撮りたいのかを聞いたところ、バンジャマン・コンスタンの「アドルフ」と答えた。

## 監督作品

### 映画
- 競輪上人行状記 （1963年 日活）
- 帰ってきた狼 （1966年 日活）
- 涙くんさよなら （1966年 日活）
- 不敵なあいつ （1966年 日活）
- 青春の海 （1967年 日活）
- 花を喰う蟲 （1967年 日活）
- 波止場の鷹 （1967年 日活）
- 東京市街戦 （1967年 日活）
- 星影の波止場 （1968年 日活）
- 青春の風 （1968年 日活）
- 燃える大陸 （1968年 日活）
- やくざ番外地 （1969年 日活）
- 刺客列伝 （1969年 日活）
- 残酷おんな情死 （1970年 日活）

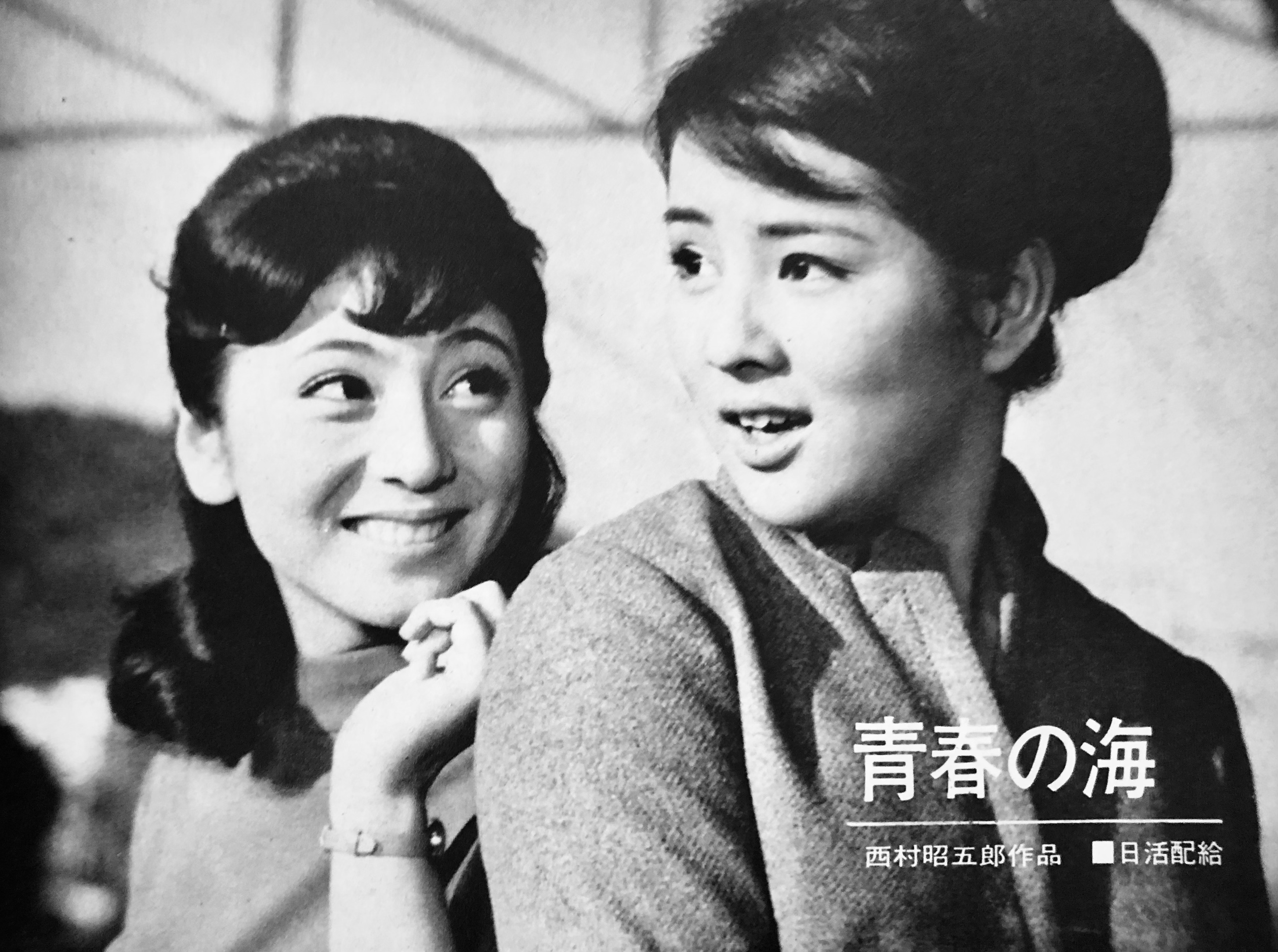
『青春の海』（1967年）

- 団地妻 昼下りの情事 （1971年 日活）
- たそがれの情事 （1972年 日活）
- さすらいの情事 （1972年 日活）
- 薔薇のためいき （1972年 日活）
- 団地妻 しのび逢い （1972年 日活）
- 闇に浮ぶ白い肌 （1972年 日活）
- 団地妻 昼下りの悶え （1972年 日活）
- 覗かれた情事 （1972年 日活）
- 昼下がりの情事 裏窓 （1972年 日活）
- おさな妻の告白 衝撃 ショック （1973年 日活）
- おさな妻の告白 陶酔 クライマックス （1973年 日活）
- 団地妻 火遊び （1973年 日活）
- 淫獣の宿 （1973年 日活）
- 肉体犯罪海岸 －ピラニアの群れ－ （1973年 日活）
- さすらいかもめ －釧路の夜－ （1973年 日活）
- 団地妻 昼下りの誘惑 （1974年 日活）
- 実録ジプシー・ローズ （1974年 日活）
- 秘本 乱れ雲 （1974年 日活）
- カルーセル麻紀　夜は私を濡らす （1974年 日活）
- 狂乱の喘ぎ （1974年 日活）
- 秘本むき玉子 （1975年 日活）
- 新・団地妻 売春グループ13号館 （1975年 日活）
- 赤線飛田遊廓 （1975年 日活）
- わななき （1975年 日活）
- 新・レスビアンの世界 －陶酔－ （1975年 日活）
- 淫絶夫人 快楽の奥 （1976年 日活）
- 団地妻 肉体金融 （1976年 日活）
- 「妻たちの午後」より 官能の檻 （1976年 日活）
- あるコールガールの証言 露出 （1976年 日活）
- 真夏の夜の情事 悶え （1976年 日活）
- 色情妻 肉の誘惑 （1976年 日活）
- 四畳半芸者の枕紙 （1977年 日活）
- 赤い花弁が濡れる （1977年 日活）
- 「市井」より 本番 （1977年 日活）
- 団地妻 雨やどりの情事 （1977年 日活）
- 肉体の悪魔 （1977年 日活）
- 肉体の門 （1977年 日活）
- 黒薔薇夫人 （1978年 日活）
- 宇能鴻一郎の看護婦寮 （1978年 日活）
- 白い肌の狩人 蝶の骨 （1978年 日活）
- 団鬼六 縄化粧 （1978年 日活）
- 宇能鴻一郎の濡れて開く （1979年 日活）
- 禁じられた体験 （1979年 日活）
- 希望ヶ丘夫婦戦争 （1979年 日活）
- 団鬼六 縄と肌 （1979年 日活）
- 東京エロス千夜一夜 （1979年 日活）
- 宇能鴻一郎の濡れて悶える （1980年 日活）
- 団鬼六 白衣縄地獄 （1980年 日活）
- 単身赴任 新妻の秘密 （1980年 日活）
- 看護婦日記 わいせつなカルテ （1980年 日活）
- 泣く女 （1980年 日活）
- 団鬼六 薔薇地獄 （1980年 日活）
- 宇能鴻一郎の修道院付属女子寮 （1981年 日活）
- 制服体験トリオ わたし熟れごろ （1981年 日活）
- 宇能鴻一郎の開いて写して （1981年 日活）
- 愛欲生活 夜よ、濡らして （1981年 日活）
- 団鬼六 女教師縄地獄 （1981年 日活）
- 情婦はセーラー服 （1981年 日活）
- 美姉妹 犯す （1982年 日活）
- マダムスキャンダル 10秒死なせて （1982年 日活）
- 鏡の中の悦楽 （1982年 日活）
- 連続暴行魔 白昼の淫夢 （1982年 日活）
- あんねの子守唄 （1982年 日活）
- ホテルヒメ 火照る姫 （1983年 日活）
- 春画 （1983年　日活）
- 乳首にピアスをした女 （1983年 日活）
- 色ざんげ （1983年 日活）
- 紅夜夢 （1983年 日活＝アマチフィルム）
- 女教師は二度犯される （1983年 日活）
- 春情夢 （1984年 アマチフィルム）
- 不純な関係 （1984年 日活）
- 丸茂ジュンの痴女伝説 （1984年 日活）
- 団地妻 ニュータウン禁猟区 （1984年 日本トップアート）
- 蘭の肉体 （1984年 日活）
- 高校教師 成熟 （1985年 日活）
- 宇能鴻一郎の桃さぐり （1985年 日活）
- 花と蛇 地獄篇 （1985年 日活）
- 女銀行員 暴行オフィス （1985年 日活）
- 花と蛇 飼育篇 （1986年 日活）
- 赤い禁猟区 ハードコアの夜 （1986年 日活）
- 団鬼六 蛇と鞭 （1986年 日活）
- 花と蛇 白衣縄奴隷 （1986年 日活）
- 団鬼六 生贄姉妹 （1987年 日活）
- 美味しい女たち （1987年 日活）
- これがシノギや! （1994年 イメージファクトリー・アイエム）
- 難波金融伝 ミナミの帝王 劇場版 PART III （1994年 ケイエスエス）
- 難波金融伝 ミナミの帝王 劇場版 PART IV （1994年 ケイエスエス）

### テレビドラマ
- 颱風とざくろ（1969年、NTV）
- 大江戸捜査網（1970年、TX）
- ただいま絶好調!（1985年、ANB）
- 金田一耕助の傑作推理5 死仮面（1986年5月12日、TBS）
- 火曜サスペンス劇場（NTV）
  - 死を運んだ宅配便（1986年8月5日）
  - 信州奥多摩殺人ライン（1987年3月24日）
  - グルメを料理する十の方法（1987年7月28日）
  - 原子炉の蟹（1987年11月17日）
  - 悪女の泪（1988年5月10日）
  - 恋の友だち（1989年1月10日）
- 金曜女のドラマスペシャル　西村京太郎サスペンス　寝台特急「はやぶさ」の女（1987年1月9日、KTV）
- 男と女のミステリー　地下鉄最終電車殺人事件（1988年9月9日、CX）
- 熱き炎の旅　ここ過ぎて（1988年10月3日、TX）
- 月曜・女のサスペンス（TX）
  - 殺意の瞬間（1988年10月10日）
  - 救けた命（1991年11月25日）
  - 母の殺意（1992年7月26日）
- 金田一耕助の傑作推理7 不死蝶（1988年8月4日、TBS）
- 水曜グランドロマン（NTV）
  - 代理出産承ります（1989年5月3日）
  - 犬が裁いた愛（1990年6月27日）
  - 愛人さまのお通りだい！（1989年9月9日）
  - 離婚して得する方法教えます（1991年8月21日）
- 名探偵登場！明智小五郎　蜘蛛男（1989年11月15日、TBS）
- 京都サスペンス 雪の宿（1989年12月4日、KTV）
- 炎の旅路（1990年、THK）
- 西村京太郎サスペンス 脅迫者（1990年5月21日、KTV）
- 隅田川セレナーデ（1990年3月19日、	KTV）
- 現代推理サスペンス（KTV）
  - 銀色のフラスク（1990年11月26日）
  - エンドレス・ナイト（1990年10月22日）
- 月曜ドラマスペシャル（TBS）
  - 夫が倒れた日（1991年2月18日）
  - 星の流れに（1991年8月12日）
  - トリカブト殺人事件（1992年1月13日）

## 関連人物
- 今村昌平（西村の監督デビュー作『競輪上人行状記』の脚本を担当）
- 浦山桐郎（西村と同期入社）

## 西村昭五郎を題材とした作品
- 『R★P ロマンポルノ』てしろぎたかし、久麻當郎著、ICE。関係者や日活への取材をもとにした”実録”マンガ。[3]